# Svansjön (Bottnaryds socken, Småland)
Svansjön är en sjö i Jönköpings kommun i Småland, som ingår i Göta älvs huvudavrinningsområde. Sjön är 5,5 meter djup, har en yta på 0,859 kvadratkilometer och befinner sig 229,1 meter över havet.
Vid sjön ligger bland andra Svansö säteri och Brittebo lägergård.

## Delavrinningsområde
Svansjön ingår i det delavrinningsområde (641300-138011) som SMHI kallar för Mynnar i Nässjön. Medelhöjden är 276 meter över havet och ytan är 22,98 kvadratkilometer. Det finns ett delavrinningsområde uppströms, och räknas det in blir den ackumulerade arean 33,85 kvadratkilometer. Hattabäcken som avvattnar avrinningsområdet har biflödesordning 3, vilket innebär att vattnet flödar genom totalt 3 vattendrag innan det når havet efter 364 kilometer. Delavrinningsområdet består mestadels av skog (66 %), jordbruk (11 %) och sankmarker (12 %). Avrinningsområdet har 1,02 kvadratkilometer vattenytor vilket ger avrinningsområdet en sjöprocent på 4,4 %.

## Bildgalleri

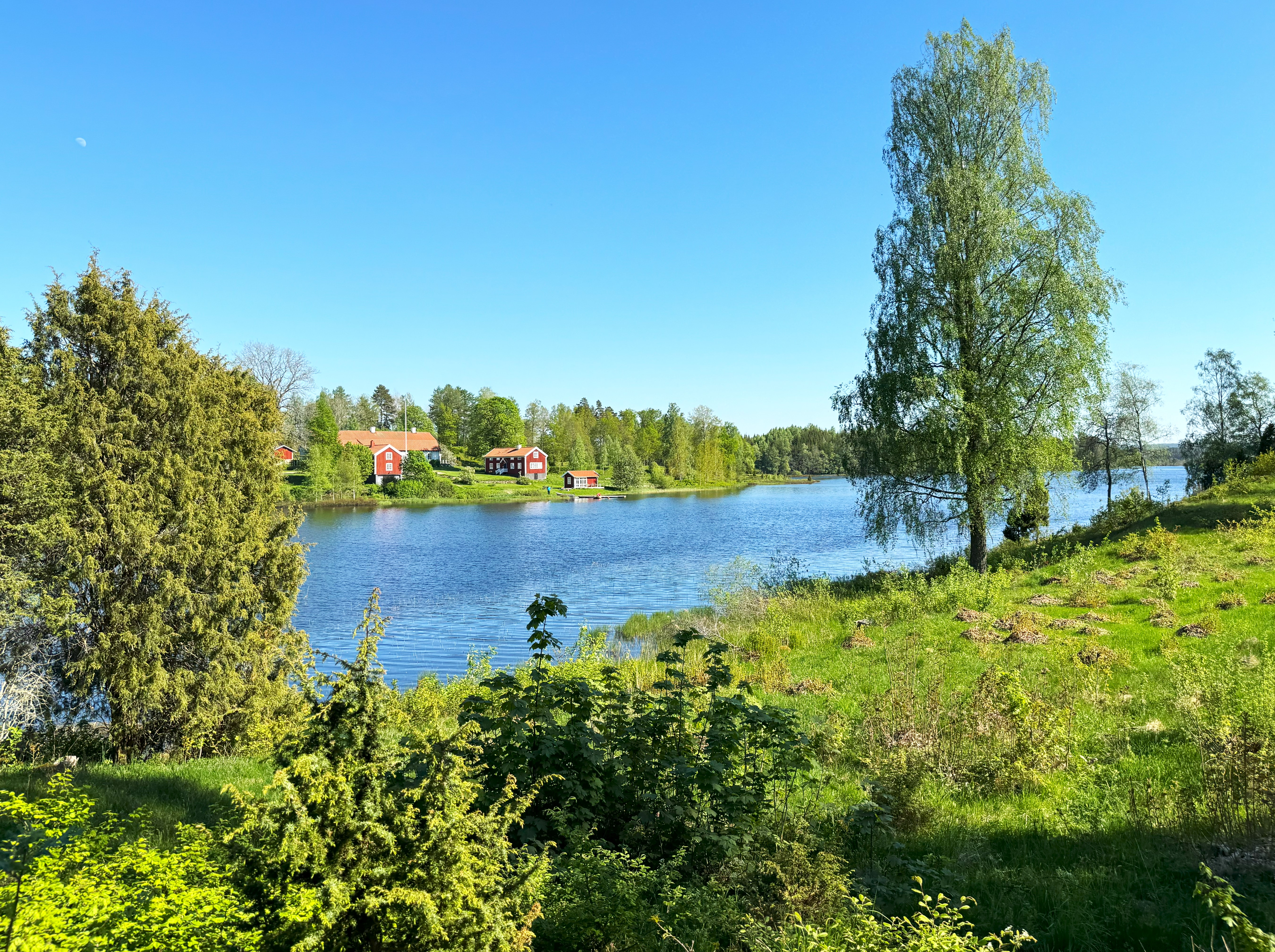
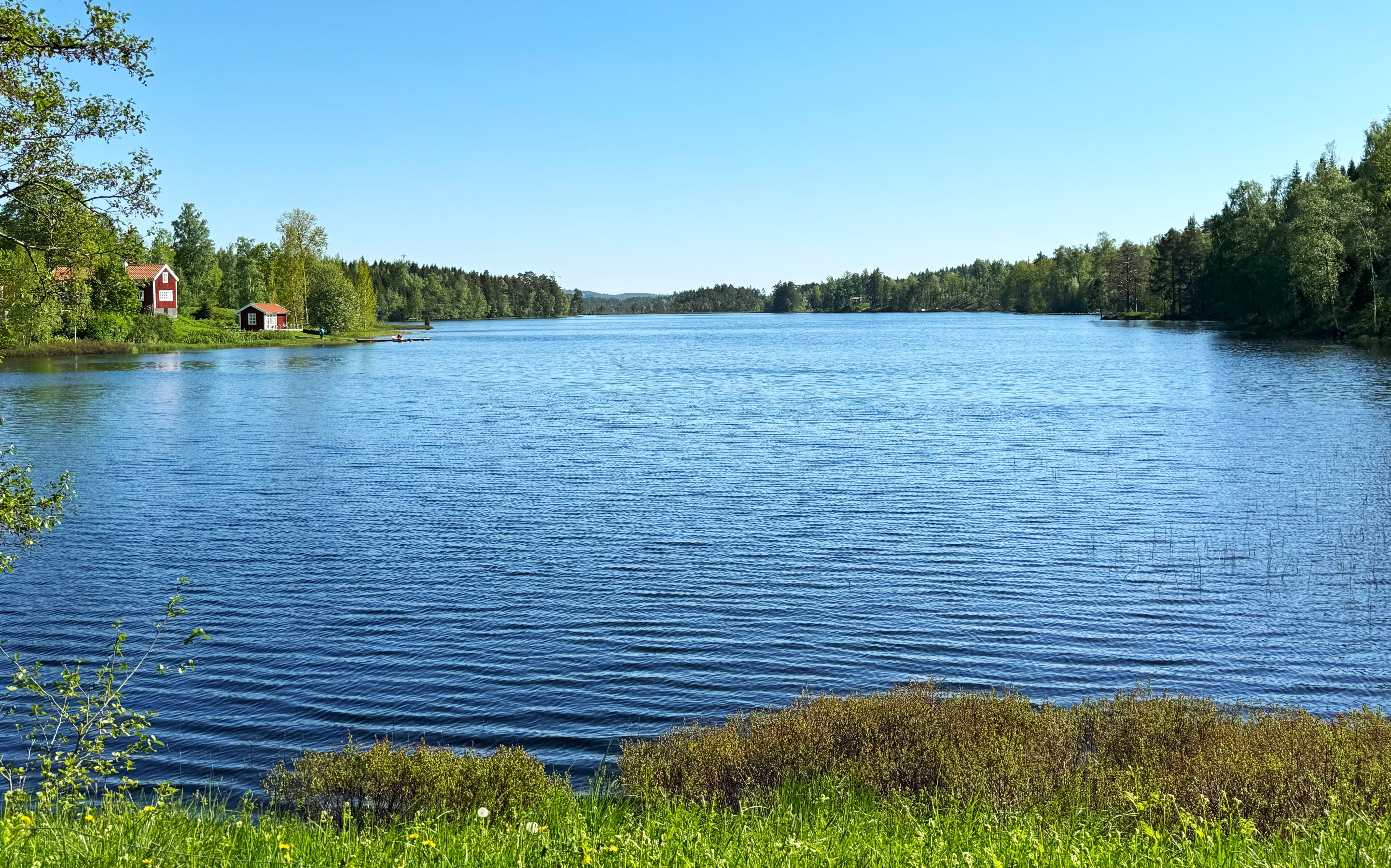
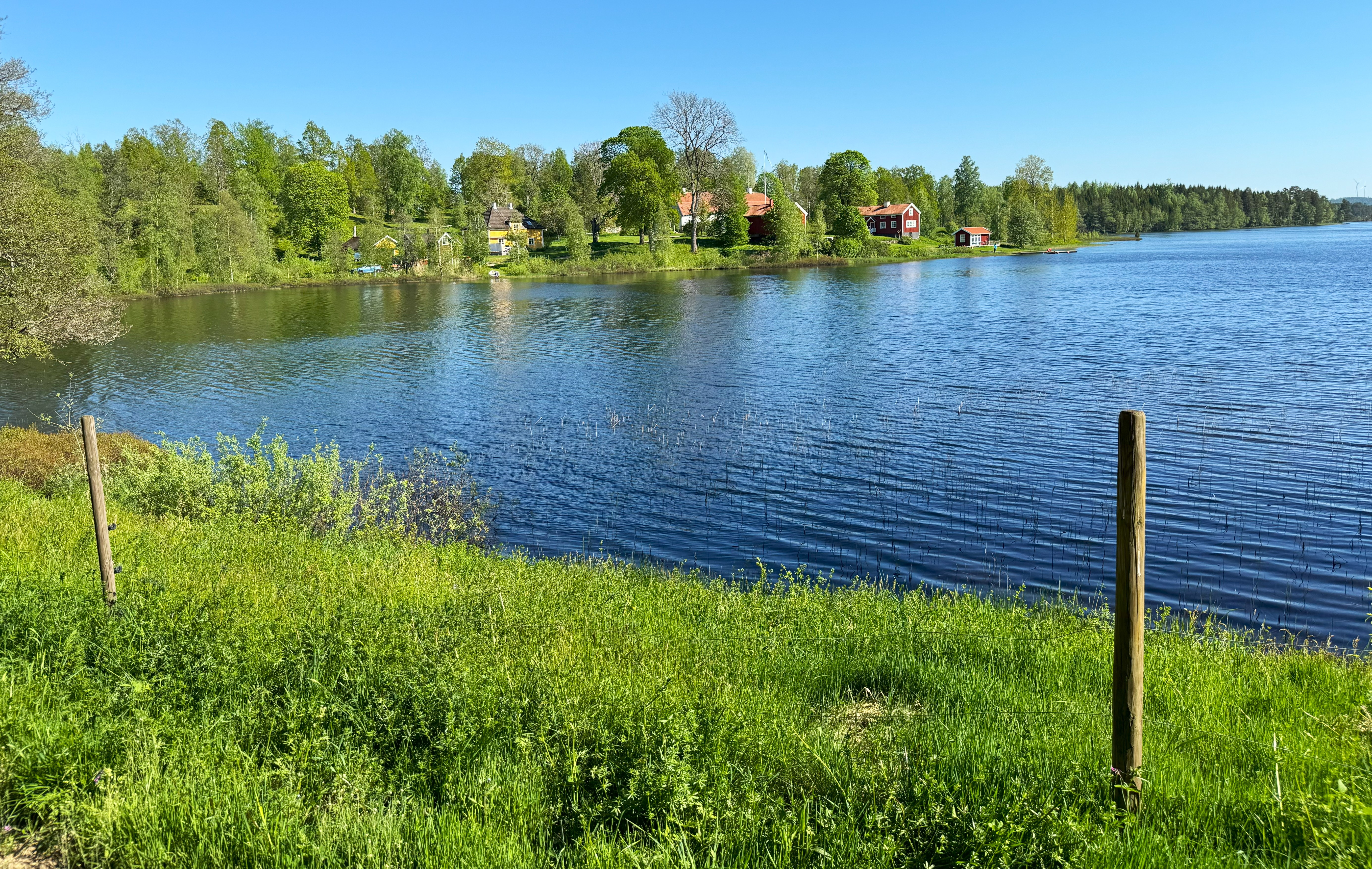
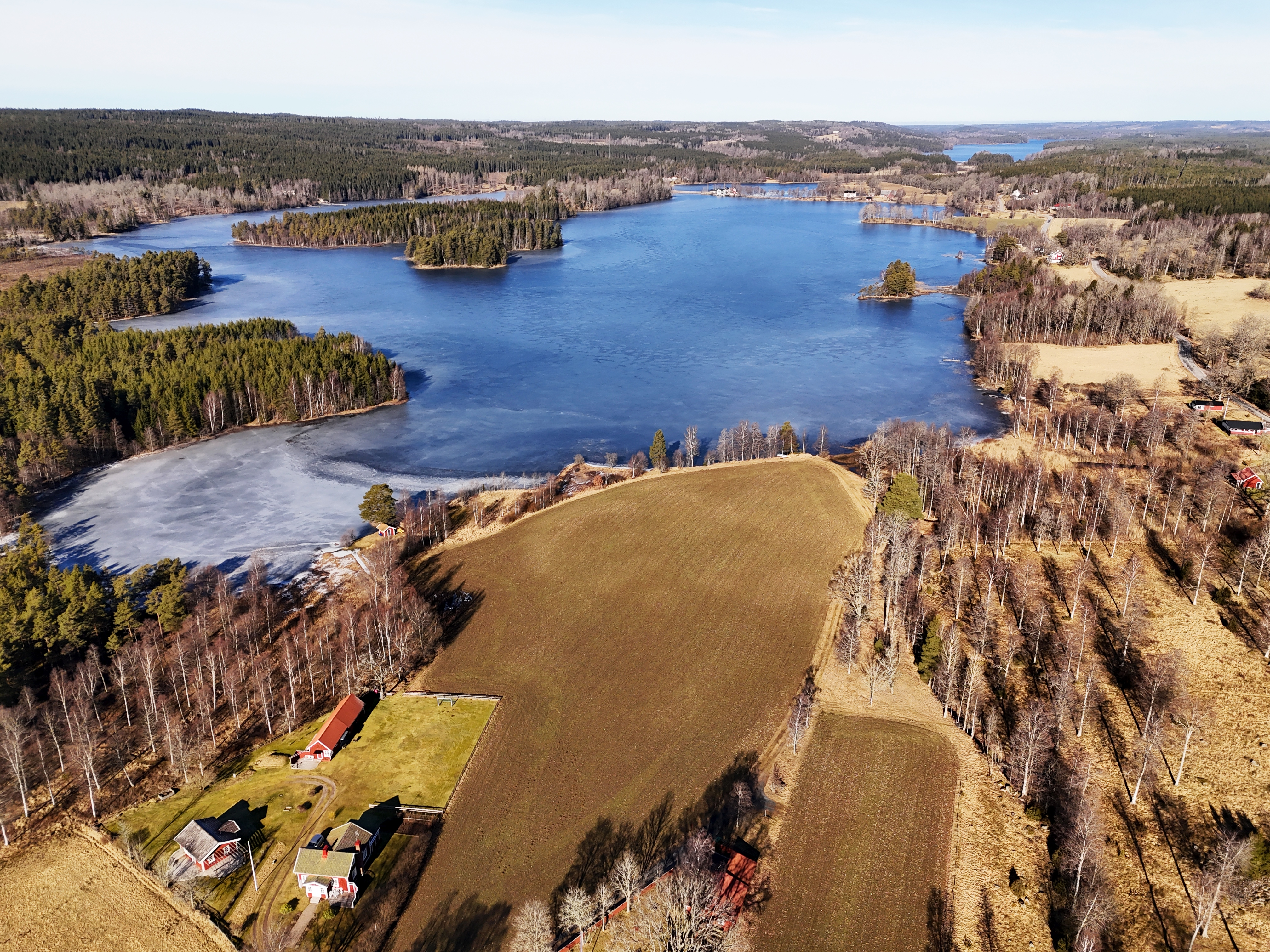
Svansjön från söder.